# Resolució 1945 del Consell de Seguretat de les Nacions Unides
La Resolució 1945 del Consell de Seguretat de les Nacions Unides fou adoptada el 14 d'octubre de 2010. Després de recordar les resolucions anteriors sobre la situació al Sudan, el Consell va ampliar el mandat del grup d'experts que vigilava l'embargament d'armes i altres sancions contra grups que "impedien la pau al Sudan" fins al 19 d'octubre de 2011.
La resolució va ser aprovada per 14 vots contra cap i l'abstenció de la República Popular de la Xina, que va expressar dubtes sobre l'objectivitat del panell d'experts i el seu últim informe.

## Resolució

### Observacions
El Consell de Seguretat va demanar la implementació completa i oportuna de la fase final de l'Acord de Pau Complet signat el 2005, incloent l'atractiu de la unitat i un referèndum sobre el dret a l' al Sudan del Sud. Es va comprometre amb la solució pacífica del conflicte al Darfur i va acollir amb satisfacció la restauració de les relacions entre el Txad i Sudan el gener de 2010 pel que fa a les acusacions de suport dels grups rebels en el territori de l'altre.
El preàmbul de la resolució també va expressar la seva preocupació per l'augment de la violència, incloses lluites intertribals, impunitat, atacs a forces manteniment de la pau i violència sexual i de gènere. El Consell va exigir el final de les accions militars, inclòs el bombardeig aeri, violència sexual contra civils i l'ús de nens soldat. Va assenyalar restriccions sobre la llibertat de moviment del grup d'experts i va determinar que la situació al país segueix sent una amenaça per a la pau i la seguretat internacionals.

### Actes
Actuant sota el Capítol VII de la Carta de les Nacions Unides, el Consell va ampliar el mandat del panell d'experts que vigilava l'embargament d'armes, prorrogat fins al 19 d'octubre de 2011, originalment establert per la Resolució 1591 (2005). Es va demanar que informés sobre el seu treball i coordinés activitats amb la Operació híbrida de la Unió africana i les Nacions Unides al Darfur (UNAMID). Es va instar a tots els països, organismes de les Nacions Unides i la Unió Africana a que cooperessin amb el panell d'experts proporcionant informació quan la sol·licitessin. Els estats regionals, en particular, havien d'informar sobre els passos que havien pres per aplicar les mesures contingudes en les resolucions 1556 (2004) i 1591.
La resolució també va determinar que tots els països, inclòs Sudan, havien de notificar al Comitè establert en la Resolució 1591 abans de proporcionar assistència o subministrament a la regió del Darfur.